# Templetonia stenophylla
Templetonia stenophylla är en ärtväxtart som först beskrevs av Ferdinand von Mueller, och fick sitt nu gällande namn av John McConnell Black. Templetonia stenophylla ingår i släktet Templetonia och familjen ärtväxter. Inga underarter finns listade i Catalogue of Life.